# 拉姆齐的伯费尔特
拉姆齐的伯费尔特，英格兰亨廷登郡拉姆齐修道院的僧侣，对盎格鲁-撒克逊英格兰后期的知识界有重大影响，他编写的《手册》是当时重要的科学教科书。